# Woodsia (peix)
Woodsia és un gènere de peixos pertanyent a la família Phosichthyidae.

## Taxonomia
- Woodsia meyerwaardeni (Krefft, 1973)[2]
- Woodsia nonsuchae (Beebe, 1932)[3][4][5][6][7][8][9]